# Дайшо
Дайшо (на японски: 大小, буквално „голям и малък“) е японски клас самурайски мечове, състоящи се от шото (къс меч) и дайто (дълъг меч). Дължината на дайто е около и над 66 см, дължината на шото е от 33 до 66 см. Дайто е основното оръжие на самурая, шото — резервно и допълнително оръжие, използвано в близък бой, за отрязване на главата или харакири. Обичаят да се носят по два меча окончателно се утвърждава през XVI век. Дайшо се е носил изключително от самураите. Законът за използването на дайшо се съблюдава свято и се потвърждава нееднократно с укази на военните лидери и шогуни.

## История
- До XIV век катана се нарича дълъг кинжал или къс меч, затъкнат в пояса. По това време време катана изпълнява ролята на шото, а като дайшо се използва тачи.
- През XIV – XV век в Япония е установено носенето на мечовете, закачени за колан и носени с остриета, вдигнати зад гърба. Оръжието можело да се изважда както с дясна, така и с лява ръка.
- Катана започва да се използва вместо дайшо, а като шото започва да се използва късият меч уакизаши.